# 모델링 (사회 인지 이론)
모델링(modeling)은 사회 인지 학습이론에서 핵심적인 요소이다. 모델링은 하나 이상의 모델을 관찰함으로써 나타나는 행동적, 인지적, 정의적 변화를 가리키는 일반적인 용어다. 역사적으로 모델링은 모방(imitation)으로 논의되어 왔지만, 모델링이 더 포괄적인 개념이다.

## 모방 이론
역사적으로 모방은 행동 전수의 중요한 수단으로 간주되어왔다. 고대 그리스인들은 다른 사람의 행동 그리고 (문학과 도덕적 품격을 실증하는) 추상화된 모델에 대한 관찰 학습을 의미하는 단어로 미메시스(mimesis)를 사용했었다. 모방에 대한 다른 관점들은 모방을 본능, 발달, 조건 형성(conditioning), 그리고 도구적 행동(instrumental behavior)과 연관 짓는다.

### 본능
- 20세기 초에는, 사람이 다른 사람들의 행동을 모방하려는 자연적인 본능을 가진다는 것이 우세한 과학적 견해였다. James는 모방이 사회화에 의해 주로 영향을 받는다고 믿었지만, 어떠한 과정에 의해서 모방이 일어나는지는 설명하지 않았다. McDougall은 모방의 정의를 ‘한 사람이 다른 사람의 행동을 따라하는 본증적이고 명시적 모사(copying)’라고 한정했다.

- 행동주의자들은 본능 개념을 거부했다. 왜냐하면 그것이 자극(다른 사람의 행동)과 반응(행동의 따라하기)의 사이에 개입하는 내적 충동과 정신적 이미지의 존재를 가정하기 때문이다. Watson은 “본능적인” 것이라고 불리는 인간의 행동은 주로 훈련으로부터 유발되는 것이며, 따라서 학습된 것이라고 믿었다.

### 발달
- Piaget는 모방에 관한 다른 관점을 제시했다. 피아제는 인간의 발달이, 조직화된 사고와 행동을 가능하게 하는 데에 기초가 되는 도식(schemes) 혹은 인지적 구조의 획득과 관련된다고 믿었다. 사고와 행동은 도식과 동의어가 아니며, 사고와 행동은 도식의 명시적 표시이다. 각 개인에게 사용가능한 도식은 그들이 사건에 어떻게 반응하는지를 결정한다. 도식은 이전의 경험을 반영하고 특정 시점에서의 개인의 지식을 구성한다.

- 도식은 개인의 현존하는 인식 구조에서 조금 더 발전한 경험과 성숙을 통해서 발달하는 것이라고 할 수 있다. 모방은 현존하는 도식에 상응하는 활동들로 제한된다. 아동들은 그들이 이해하는 행동을 모방할 수는 있지만, 그들의 인지 구조와 일치하지 않는 행동들을 모방할 수는 없다. 그러므로 발달은 모방에 선행한다고 할 수 있다.

- 그러나 이러한 관점은 모방을 통해 인지 구조를 창조하고 변화시키는 가능성을 상당히 제한한다. 나아가, 이러한 발달론적 입장을 지지하는 경험적 증거는 거의 없다. 초기 연구에서 Valentine은 유아들이 사전에 수행하지 않았던 행동을 모방할 수 있다는 것을 발견하였다. 유아들은 주의를 기울여 익숙하지 않은 행동을 모방하는 강한 경향성을 보였다. 모방은 항상 즉각적이지는 않았고, 일부 행동은 유아들이 모방하기 전에 반복되어야 했다. 본래의 행동을 수행하는 사람이 누구인지가 중요했는데, 유아들은 자기 엄마의 행동을 주로 모방하였다. 이러한 연구는 모방이 단순한 발달 단계의 반영이 아니라, 발달을 촉진하는 중요한 역할을 수행하고 있음을 보여준다.

### 조건 형성
- 조건화 이론가들은 모방을 연쇄 관계에 관한 것으로 파악하였다. Humphrey에 따르면, 모방은 각 반응이 다음 반응의 자극으로 작용하는 일종의 순환적 상호작용이다. 아기는 고통(자극)에 의해 울음(반응)을 시작한다. 그리고 아기는 자신의 울음소리(청각적 자극)를 듣는데, 그것은 아이를 계속 울게 하는 자극으로 작용한다. 조건화를 통해, 작은 반사 단위는 점진적으로 더 많은 복잡한 반응 연쇄를 형성한다.

- Skinner의 조작적 조건화 이론은 모방을 일반화된 반응의 부류로 다룬다. 3단계의 상황에서(SD → R → SR), 모델화된 행동은 변별 자극(SD)으로서 기능한다. 관찰자가 같은 반응을 보이고(R) 강화를 받을 때(SR), 모방이 일어난다. 이러한 상황은 이른 생애에 형성된다. 예를 들어, 부모가 소리를 내고('아빠'와 같은) 아이가 이를 모방하면, 부모가 강화를 실시한다(미소, 껴안음). 모방적 반응 단계가 확립되면, 그것은 간헐적인 강화 스케줄에 의해서 유지될 수 있다. 아동들은 모델들(부모님, 친구들)이 강화를 위한 변별자극의 제공자로서 남는 한, 그들의 행동을 모방한다.

- 이 관점의 한계는, 수행할 수 있는 자극만을 모방할 수 있다고 상정하는 점이다. 사실 많은 연구는 다양한 종류의 행동들이 관찰을 통해 습득될 수 있다는 것을 보여준다. 또 다른 한계는 모방을 발생시키고 지속시키기 위해 강화물이 필요하다고 상정하는 점이다. Bandura와 동료들의 연구에 의하면, 모델이나 관찰자에 대한 강화가 없더라도 관찰자는 모델로부터 학습할 수 있다. Tolman은 강화가 새롭게 배운 반응보다는 사전에 배운 반응에 우선적으로 영향을 준다는 것을 발견하였다.

### 도구적 행동
- Miller와 Dollard는 모방 혹은 대응-의존 행동에 관한 정교한 이론을 제시했다. 이 이론은 강화를 이끌어내기 위해 도구적으로 학습된 행동이 바로 모방이라고 주장했다. 대응-의존 행동은 모델의 행동과 일치하며, 모델의 행동에 의존한다.

- Miller와 Dollard는 모방자가 처음에는 시행착오의 방식을 통해 행동적 단서에 반응하지만, 결국에는 정확한 반응을 수행하고 강화 받게 된다고 보았다. 모방자에 의해 수행된 반응은 사전에 학습된 것이다.

- 학습된 도구적 행동으로서의 모방의 개념은 과학적 연구의 측면에서 중요한 진전으로 인정되지만, 이 이론 역시 문제가 있다. 다른 역사적인 관점들과 마찬가지로, 이 이론은 새로운 반응은 모방을 통해 생성되지 않는다는 것을 당연한 것으로 가정한다. 모방은 학습된 행동의 수행을 의미하는 것이다. 이러한 입장은 모방을 통한 학습, 지연된 모방(예: 모방자가 모델에 의해 행동이 수행된 후에 그에 대응하는 반응을 보이는 것), 그리고 강화되지 않은 모방을 설명할 수 없다. 모방에 관한 이러한 협소한 개념은, 모델에 의해 묘사된 반응과 밀접하게 부합하는 모방적 반응에 대해서만 유용한 설명이 된다.

## 모델링의 기능
반두라는 모델링의 주된 기능을 반응 촉진(response facilitation), 억제와 탈억제(inhibition and disinhibition), 관찰 학습(observational learning)의 세 가지로 구별하였다.

### 반응 촉진
- 사람들은 많은 기능과 행동을 배우는데, 배운 것들을 행동으로 옮길 동기가 부족하기 때문에 실제로 수행하지 않는다. 반응 촉진이란 관찰자들이 적절하게 행동하게 하는 사회적 자극으로서의 역할을 수행하는 모델화된 행동을 일컫는다. 교실의 한 구석에 매력적인 전시물을 설치한 초등학교 교사의 경우를 생각해 보라. 아침에 처음으로 학생들이 교실에 들어왔을 때, 그 전시물을 보고 즉시 그것을 보러 간다. 다른 학생들이 교실에 들어왔을 때, 그들은 구석에 한 무리의 학생들이 몰려 있는 것을 보고 그 아이들이 보고 있는 것을 보기 위하여 자신들도 또한 그 구석으로 몰려간다. 비록 나중에 온 학생들은 왜 다른 학생들이 그곳에 모였는지 모를지라도, 이러한 다수의 학생들은 다른 학생들이 자신들에게 모이도록 하는 사회적 자극으로서의 역할을 수행한다.

- 반응 촉진 효과는 흔히 볼 수 있다. 여러분은 한 집단의 사람들이 한 방향을 바라보고 있는 것을 본 적이 있는가? 이것은 여러분이 같은 방향을 바라보도록 하는 단서가 된다. 자원봉사자 모임에 처음 나온 사람들은 기부 바구니가 지나갈 때 흥미롭게 바라볼 것이다. 만약 대부분의 사람들이 바구니에 1달러를 넣는다면, 이것은 1달러가 만족할 만한 기부라는 신호가 될 것이다. 그러나 사람들이 이미 그 행동들을 수행하는 방법을 알고 있는 것이기 때문에, 반응 촉진은 진정한 의미의 학습을 유발하지 않음을 주목해야 한다. 그보다는 모델들이 관찰자들의 행동을 위한 단서로 작용한다. 관찰자들은 행동의 적절성에 대한 정보를 파악하며, 만약 모델들이 긍정적 결과를 받으면 그 행동을 수행하도록 동기화될 것이다.

- 반응 촉진 모델링은 의식적인 인식 없이도 일어날 수 있다. Chartrand와 Bargh는 사람들이 자신의 사회적 환경 속에 있는 사람들의 행동과 관습을 무의식적으로 모방한다는 카멜레온 효과의 증거를 발견하였다. 행동에 대한 인식은 적합한 행동이라는 반응을 유도할 수 있다.

### 억제와 탈억제
- 모델을 관찰하는 것은 이전에 학습된 행동에 대한 억제를 강화시키거나 약화시킬 수 있다. 억제(inhibition)는 모델들이 어떤 행동을 수행한 것 때문에 벌을 받았을 때 일어나며, 결과적으로 관찰자가 그러한 행동을 그만도록 하고 예방하는 데에 도움을 준다. 탈억제(disinhibition)는 모델들이 부정적인 결과를 경험하지 않은 채 위협적이거나 금지된 행동을 수행할 때 일어나며, 관찰자들로 하여금 동일한 행동을 수행하도록 유도할 수 있다. 행동에 대한 억제, 탈억제 효과는, 모델의 행동이 관찰자들에게 만약 자신들이 모델화된 행동을 수행한다면 비슷한 결과를 가져올 것이라는 것을 전달해 주기 때문에 일어난다. 이러한 정보는 감정과 동기에도 영향을 미칠 수 있다.

- 교사들의 행동은 교실에서의 잘못된 행동을 억제하거나 탈억제할 수 있다. 처벌 받지 않은 학생의 잘못된 행동은 탈억제를 의미할 수 있다. 즉, 잘못된 행동이 처벌을 받지 않는 것을 관찰한 학생들은 스스로 잘못된 행동을 하기 시작할 것이다. 반대로, 교사가 잘못된 행동을 저지른 학습자에게 징계를 줄 때, 다른 학습자들의 잘못된 행동은 억제될 것이다. 만약 자신들이 계속해서 잘못된 행동을 저지르고 교사에 의해 그것이 목격되었을 때 그들 역시 처벌을 받을 것이라고 관찰자들이 믿을 가능성이 높아진다.

- 억제와 탈억제는 행동이 사람들이 이미 학습해 온 행동을 반영한다는 점에서 반응 촉진과 유사하다. 그러나 반응 촉진은 일반적으로 사회적으로 수용할 수 있는 행동을 포함하고 있는 반면, 억제되거나 탈억제된 행동은 종종 도덕적, 법적인 함축을 가지며 감정을 수반한다는 점에서 차이가 있다. 폭동이나 자연 재앙 중에 약탈자들이 처벌을 받지 않기 때문에 종종 약탈이 일어나는데, 이로 인해 몇몇 관찰자들에게는 약탈에 대한 탈억제가 발생한다.

### 관찰 학습
- 모델링을 통한 관찰 학습(observational learning)은 관찰자가 새로운 행동 패턴들을 보여줄 때 일어난다. 이 행동 패턴들은 관찰자의 동기 수준이 높더라도 모델화된 행동을 접하기 전에는 발생의 가능성이 전혀 없는 것이다. 핵심적인 과정은 새로운 행동을 산출하기 위한 방법들에 관한 정보가 모델로부터 관찰자에게 전달되는 것이다.

관찰 학습은 네 가지의 과정, 즉 주의집중(attention), 파지(retention), 산출(production), 동기유발(motivation)로 구성되어 있다.
- 주의 집중 : 관련된 과제의 특성들을 물리적으로 두드러지게 하고 복잡한 활동들을 부분들로 세분화하며, 유능한 모델을 활용하고 모델 행동의 유용성을 보여줌으로써, 학생의 주의를 끌어낼 수 있다.
- 파지 : 배워야 할 정보를 되뇌고 시각적 ‧ 상징적인 형태로 부호화하며, 새로운 내용을 기억 속에 이미 저장된 정보와 관련지음으로써, 파지를 증진할 수 있다.
- 산출 : 산출된 행동은 개념적(정신적) 표상과 비교된다. 피드백은 이러한 차이를 교정할 수 있도록 도와준다.
- 동기유발 : 모델 행동의 결과는 관찰자들에게 기능적 가치와 적절성을 알려준다. 결과에 대한 기대를 창출하고 자기 효능감을 향상시킴으로써, 결과물은 동기 유발을 할 수 있다.

## 인지 기술 학습
관찰 학습은 각 반응이 수행되고 강화되어야 하는 '조형(shaping)을 통한 학습' 이상으로 학습의 범위와 정도를 확장한다. 인지적인 기술에 관한 모델화된 묘사는 교실에서의 표준적인 특성이다. 전형적인 교수 과정에서, 교사는 습득되어야 할 기술을 설명하고 시연을 한다. 그런 다음 교사가 학생의 이해를 확인하는 동안, 학습자들은 안내된 연습을 수행한다. 만약 학습자들이 어렵게 느끼면 교사는 그 기술을 다시 가르친다. 학습자들이 기본적인 이해에 도달했다고 교사가 만족할 때, 학습자들은 개별적인 연습을 하고 교사는 학습자들의 수행을 주기적으로 점검한다.
교수의 많은 특징은 모델을 포함하고 있다. 특히 교수에 모델링을 적절하게 적용한 것이 인지적 모델링과 자기 교수이다.

### 인지적 모델링
- 인지적 모델링이란, 주어진 행동을 수행하는 모델의 생각과 이유를 언어적으로 제시하는 모델화된 설명과 시연을 의미한다.
- 인지적 모델링은 다른 형태의 진술들도 포함할 수 있다. 학습자들에게 실수를 인지하고 극복하는 방법을 보여주기 위해, 실수가 모델화된 시범 속에 포함될 수도 있다. 학습에 대한 어려움에 부딪혀 자신의 능력을 의심하는 학습자들에게는 “난 잘하고 있어.”와 같은 자기 강화적인 진술은 유용하다.

### 자기 교수
- Meichenbaum은 자기 교수 과정에 관하여 기술하였는데, 자기 교수 과정은 학생들에게 학습이 이루어지는 동안 자신들의 활동을 규제하는 방법을 가르치기 위하여 설계된 것이다.
- 자기 교수는 종종 아동의 수행 속도를 늦추기 위해서 사용된다. Meichenbaum과 Goodman은 자기 교수는 반응 시간을 늦추었지만, 실수 빈도를 줄였다는 것을 발견하였다.
- 자기 교수는 다양한 과제들과 여러 유형의 학습자들에게 사용되어 왔다. 자기 교수는 특히 학습장애를 가진 학습자들에게, 그리고 학습자들이 전략적으로 학습하는 것을 가르치는 데에 효과적이다.

## 규칙 학습
- 모델링은 언어 활용과 개념 습득을 규제하는 규칙을 획득하는 과정에서 유용하다.언어 습득에 대한 Skinner의 생각과는 대조적으로, 사회적 인지 학습이론에서는 다른 사람의 말을 조형하거나 모방함으로써 획득되는 언어는 거의 없다고 가정한다. 사회적 인지 학습 연구는 언어학자와 심리언어학자들이 관심 있어 하는‘심층’인지 구조를 탐구해오지 않았다. 그보다, 규칙에 의해 규제되는 언어 사용이 모델과 접촉함으로써 촉진되는지를 조사해왔다.

- 언어 규칙 학습과 관련한 연구의 일반적인 절차는, 언어 규칙을 반영한 문법구조를 사용하는 모델을 관찰자에게 노출시키는 것이다. 시간이 경과함에 따라 모델이 규칙과 관련 없는 측면들을 바꿀 수는 있지, 규칙은 지속적으로 유지된다. 만약 관찰자가 구조를 따라할 수 있다면, 이는 단어나 소리 패턴에 대한 단순한 모방이 아니라 규칙 학습을 반영하는 것이라고 할 수 있다.

## 운동기능 학습
- 사회적 인지 학습이론은 운동기능 학습이 정신 모델(mental model)을 구성하는 것을 포함한다고 가정하는데, 이 정신 모델은 반응 산출을 위한 운동기능의 개념적 표현을 제시하며 반응 피드백에 대해 이어지는 반응을 수정하기 위한 기준을 제공한다. 개념적 표현은 관찰된 행동의 연속을 시각적 ‧ 상징적 부호로 전환함으로써 형성된다.

- 개인은 대개 운동기능을 수행하려고 시도하기 전에 그 운동기능에 대한 정신 모델을 갖는다. 예를 들어, 테니스 선수들을 관찰함으로써 사람들은 서브, 발리, 백핸드와 같은 활동에 대한 정신 모델을 구성한다. 이러한 정신 모델은 피드백과 수정을 요구한다는 점에서 미완성이지만, 훈련의 초기에 학습자들이 운동기능을 근사치에 가깝게 수행하도록 해준다.

- 운동기능 학습에 대한 사회 인지적 접근은 전통적인 설명과 다르다. Adams는 폐쇄형 이론(closed-loop theory)에서, 사람은 연습과 피드백을 통해 운동기능에 대한 인지적(내적) 흔적(traces)을 개발한다고 가정하였다. 이러한 흔적은 움직임을 교정하기 위해 참고 된다. 사람은 행동을 수행하면서, 내적(감각적) ‧ 외적(결과에 대한 지식) 피드백을 받고 피드백과 흔적을 비교한다. 이때 비교 결과의 차이는 흔적을 수정하는 데 이용된다. 피드백이 정확할 때 학습은 향상되며, 결국에는 피드백 없이 행동이 수행할 수 있게 된다. Adams는 기억 기제를 두 가지로 구별하였는데, 하나는 반응을 산출하는 것이고 다른 하나는 반응의 정확함을 평가하는 것이다.

- 또 다른 관점은 도식이론에 근거한다. Schmidt는 사람들이 초기 조건, 일반화된 운동 연속의 특성, 움직임의 결과, 결과에 대한 지식, 그리고 감각적 피드백 등을 포함하는 움직임에 대한 많은 정보를 기억에 저장한다고 가정하였다. 학습자들은 이러한 정보를 회상 도식과 인지 도식이라는 두 개의 일반적인 도식, 혹은 관련된 정보로 구성된 조직화된 기억 네트워크에 저장한다. 회상 도식은 반응 산출을 다루고, 인지 도식은 반응을 평가할 때 사용된다. 사회적 인지 학습이론은 사람이 다른 사람을 관찰함으로써 인지적 표상을 형성한다고 주장하는데, 이 인지적 표상은 반응을 일으키며 반응의 정확함을 평가하기 위한 기준을 제시한다. 운동 학습 이론은 행동 수행 후의 실수에 대한 수정에 더 큰 강조점을 두며, 정보를 저장하고 정확성을 평가하기 위한 두 개의 기억 메커니즘을 가정한다는 점에서 사회적 인지 학습이론과 다르다. 또한 사회적 인지 학습이론은 운동기능의 학습에 있어서 개인적 인식(목표와 기대)의 역할을 강조한다.

- 운동기능 학습에서의 문제는 학습자들이 시야 밖에 있는 자신의 수행 장면을 관찰할 수 없다는 것이다. 골프 클럽을 휘두르고 테니스의 서브를 받으며, 축구공을 차고 야구공을 던지거나 또는 원반을 던지고 있는 사람은 이러한 행동이 이루어지는 과정의 많은 측면을 관찰할 수 없다. 우리가 하고 있는 것을 볼 수 없기 때문에, 우리는 운동감각의(kinesthetic) 피드백에 의존하여 이를 개념적 표상과 비교해 보게 된다. 시각적 피드백의 부재는 학습을 어렵게 만든다.

- Carroll과 Bandura는 학습자들에게 운동기능을 수행하는 모델을 보게 했고, 그런 후 학습자들에게 운동 패턴을 재생해 볼 것을 요구하였다. 실험자는 비디오카메라로 촬영하고 모니터를 통해 그들의 실시간 수행을 관찰할 수 있게 함으로써, 몇 명의 학습자들에게 동시적인 시각적 피드백을 제공하였다. 다른 학습자들은 시각적 피드백을 받지 않았다. 학습자들이 운동 행동에 대한 정신 모델을 형성하기 전에 시각적 피드백이 주어졌을 때는, 수행에 미치는 영향이 없었다. 학습자들이 일단 마음속에 적절한 모델을 갖게 된 후에는, 시각적 피드백이 모델화된 행동의 정확한 재생을 향상시켰다. 시각적 피드백은 학습자들의 개념적 모델과 행동 간의 차이를 제거시켰다.

- 또한 운동기능을 가르칠 때 모델을 사용하는 것의 효과를 검사한 연구도 있었다. Weiss는 소리 없는 모델(시각적 제시)과 언어적 모델(시각적 제시와 함께 언어적 설명)의 효과를, 장애물 훈련장의 6가지의 운동 기능 코스를 학습하는 데에 있어서 비교하였다. 나이가 더 많은 아이들(7~9세)은 두 모델에서 동일하게 잘 학습하였고, 그보다 어린 아이들(4~6세)은 언어적 모델에서 더 잘 학습하였다. 언어적 설명을 덧붙임으로써, 아이들의 집중을 유지하고 기억에 정보를 부호화하는 것을 돕는 인지적 모델을 창출한 것이라고 볼 수 있다. Weiss와 Klint는 시각적 모델이 있거나 모델이 아예 없는 조건에서, 언어적으로 행동의 과정을 되뇐 아이들은 그렇지 않은 아이들보다 운동기능을 더 잘 학습하였음을 발견하였다. 이러한 연구 결과들은 공통적으로, 다양한 형태의 언어화가 운동기능을 획득하는 데에 결정적으로 중요할 수 있음을 암시한다.

## 같이 보기
- 관찰 학습
- 사회 인지 이론